# Горловські (герб)
Горловські (Єліта відмінне XI, пол. Gorłowski, Jelita odmienne XI) – шляхетський герб, різновид герба Єліта, з нобілітації.

## Опис герба
В червоному полі три золоті списи в зірку з срібними наконечниками – два в косий хрест, і третій - в стовп поверх них, вістрям донизу.
Клейнод: над шоломом без корони два крила орла срібні.
Намет червоний, підбитий золотом.

## Історія
Присвоєно 11 червня 1593 Шимонові Горловському. Герб виник з адопції від герба Єліта, яку дав Ян Замойський. Нобілітація була нагородою за військові заслуги в боях з Москвою, участь у битві під Бичиною та обороною Кракова від війська ерцгерцога Максиміліана.

## Гербовий рід
Горловські (Gorłowski).